# فرودگاه صحرایی کنز
فرودگاه صحرایی کنز (به انگلیسی: Cairns Army Airfield) (به زبان بومی: Fort Rucker) یک فرودگاه نظامی با کد یاتا OZR است که یک باند فرود آسفالت دارد و طول باند آن ۱۳۸۶ متر است. این فرودگاه در کشور ایالات متحده آمریکا قرار دارد و در ارتفاع ۹۲ متر بالاتر از سطح دریا واقع شده‌است.